# Wyżnie Działy
Wyżnie Działy (słow. Vyšné diely) – rozdroże szlaków turystycznych na południowych stokach Orawicko-Witowskich Wierchów na Słowacji. Znajduje się na północnym grzbiecie Magury Witowskiej.
Na niektórych mapach podawana jest wysokość tego miejsca – 1110 m n.p.m. Nie jest to jednak wierzchołek – widać to na dokładniejszych mapach poziomicowych. Rejon Wyżnich Działów zajmowany jest przez dawne polany pasterskie: Rewisia i Wyrobiska. Przebiega przez niego granica administracyjna miejscowości: Sucha Góra Orawska i Witanowa.
W słowackim podziale fizyczno-geograficznym miejsce to zaliczane jest do Skoruszyńskich Wierchów.

## Szlaki turystyczne
Orawice – Wyżnie Działy – Magura Witowska
  Orawice – Wyżnie Działy – Maśniakowa – Sucha Góra